# Orgyia corsica
Orgyia corsica är en fjärilsart som beskrevs av Jean Baptiste Boisduval 1835. Orgyia corsica ingår i släktet fjädertofsspinnare, och familjen tofsspinnare. Inga underarter finns listade i Catalogue of Life.